# Península de Hanko
A península de Hanko (em finlandês:  Hankoniemi; em sueco:  Hangö udd), também escrita como Hango é uma península do sul da Finlândia, no mar Báltico. Constitui o ponto mais meridional da Finlândia continental.
É o último troço do tergo Salpausselkä, e a vegetação é composta principalmente de pinheiro arbustivo. A península é conhecida pelo bonito arquipélago em redor e pelas grandes praias arenosas.
A cidade de Hanko fica na península. Teve um papel importante em tempos de guerra. Aqui estão, por exemplo, as fortificações Hanko, que fazem parte da fortaleza naval de Pedro, o Grande. Durante a Guerra Civil Finlandesa, o exército alemão desembarcou aí em abril de 1918. Depois da Guerra de Inverno, a península foi arrendada à União Soviética durante 30 anos como base naval. Porém, os soviéticos evacuaram os seus 25000 soldados da zona durante a guerra que se seguiu, tendo sido recuperada pelos finlandeses em dezembro de 1941.